# Brundidge
Brundidge és una població dels Estats Units a l'estat d'Alabama. Segons el cens del 2000 tenia 2.341 habitants.

## Demografia
Segons el cens del 2000, Brundidge tenia 2.341 habitants, 1.014 habitatges, i 652 famílies. La densitat de població era de 93,2 habitants/km².
Dels 1.014 habitatges en un 23,1% hi vivien nens de menys de 18 anys, en un 36,7% hi vivien parelles casades, en un 24,1% dones solteres, i en un 35,7% no eren unitats familiars. En el 33,3% dels habitatges hi vivien persones soles el 15,6% de les quals corresponia a persones de 65 anys o més que vivien soles. El nombre mitjà de persones vivint en cada habitatge era de 2,3 i el nombre mitjà de persones que vivien en cada família era de 2,93.
Per edats la població es repartia de la següent manera: un 22,7% tenia menys de 18 anys, un 8,1% entre 18 i 24, un 23,3% entre 25 i 44, un 26,4% de 45 a 60 i un 19,5% 65 anys o més.
L'edat mediana era de 42 anys. Per cada 100 dones hi havia 82,3 homes. Per cada 100 dones de 18 o més anys hi havia 75 homes.
La renda mediana per habitatge era de 16.774 $ i la renda mediana per família de 19.531 $. Els homes tenien una renda mediana de 25.720 $ mentre que les dones 16.358 $. La renda per capita de la població era de 12.357 $. Aproximadament el 31,6% de les famílies i el 35,5% de la població estaven per davall del llindar de pobresa.

## Poblacions més properes
El següent diagrama mostra les poblacions més properes.